# Ічнянський замок
Ічнянський замок — колишній замок у місті Ічні на Чернігівщині, існував у період з XVII до середини XIX століть.
Замок у Ічні був споруджений у XVII столітті. Був розташований на правому березі річки Іченьки, мав чотирикутну форму, південна сторона виходила до річки. Мури були завдовжки 150 сажень, широкі вали — заввишки 3 саж. Поверх них розташовувалась дубова стіна і декілька гармат, на кутах замку стояли високі башти, по всіх 4 боках були брами.
Площа замку була місцем торгівлі.
Усередині XIX століття Ічнянський замок був зруйнований, залишилися окремі частини.
На південно-східному куті замку стояла Петропавлівська церква (XVII ст.).

## Джерело
- Ічнянський замок // Чернігівщина:Енциклопедичний довідник. — К.: УРЕ імені М. П. Бажана, 1990. — С. 286.